# Santuario della Beata Vergine della Salute (Castelvetro di Modena)
Il santuario della Beata Vergine della Salute, anche noto come santuario di Puianello, è una chiesa sussidiaria di Puianello, frazione di Castelvetro di Modena. Appartiene al vicariato della Pedemontana Est dell'arcidiocesi di Modena-Nonantola e risale al XVIII secolo.

## Storia
Il primo edificio religioso, probabilmente un piccolo oratorio, venne fatto edificare dopo la peste del XVII secolo nella piccolissima località di Puianello, legata a Levizzano Rangone. Si degradò in poco tempo e venne sostituito da un secondo ma pure questo, a causa del pessimo materiale utilizzato, in breve cadde in rovina. A partire dal 1716 venne quindi aperto il cantiere per una chiesa e si decise di utilizzare materiali di migliore qualità. A lavori ultimati venne solennemente consacrato.
Con l'invasione napoleonica fu oggetto di saccheggi e in seguito alla soppressione la sua proprietà subì vari passaggi. Entrò a far parte dei beni di Levizzano Rangone nel 1911 ma sino al 1934 la struttura venne lasciata ancora in abbandono.
Venne affidata ai frati cappuccini che arrivarono nel 1947 e restaurarono l'edificio.
Attualmente il rettore del Santuario è padre Paolo Grasselli e nell'annesso convento dimorano stabilmente due padri cappuccini.

## Origine del nome
Il nome ha un'origine latina e vuole ricordare il rapace, la poiana, tipica del territorio. Secondo la tradizione popolare venne edificato come ringraziamento alla Madonna per la fine della peste che colpì queste zone tra il 1630 e il 1631, da qui il nome di Beata Vergine della Salute.

## Descrizione
Si trova a breve distanza da Castelvetro di Modena in posizione panoramica su un piccolo rilievo a quasi 500 metri sul livello del mare.
Il piccolo santuario si raggiunge con una lunga scalinata che ai lati conserva le stazioni della Via Crucis.

### Esterno
Il prospetto principale è semplice, a capanna, in cotto. Sopra il portale in una grande vetrata si trova l'immagine della Madonna della Salute.  Ai lati due strutture gemelle per la sagrestia e le stanze dei frati. Il presbiterio è affiancato da due torri campanarie rettangolari.

### Interno
La sala è a croce latina in stile barocco. Sono presenti tre altari, tutti rifiniti in scagliola policroma.
Sull'altare maggiore si conserva il dipinto ad olio raffigurante la Madonna della Salute attribuito a Giacomo Cavedoni.